# Scatella notabilis
Scatella notabilis är en tvåvingeart som beskrevs av Cresson 1934. Scatella notabilis ingår i släktet Scatella och familjen vattenflugor. Inga underarter finns listade i Catalogue of Life.